# Halbe Zijlstra
Halbe Zijlstra (ur. 21 stycznia 1969 w Oosterwolde we Fryzji) – holenderski polityk i samorządowiec, poseł do Tweede Kamer, w latach 2010–2012 sekretarz stanu ds. edukacji, kultury i nauki, od 2017 do 2018 minister spraw zagranicznych.

## Życiorys
Kształcił się w zakresie marketingu w Hanzehogeschool Groningen, a także studiował socjologię na Rijksuniversiteit Groningen. Pracował w prywatnych przedsiębiorstwach, prowadził również własną działalność gospodarczą. W 1994 wstąpił do Partii Ludowej na rzecz Wolności i Demokracji (VVD). W latach 1998–2001 i 2003–2006 był radnym Utrechtu, od 2004 przewodniczył frakcji radnych swojego ugrupowania.
W 2006 po raz pierwszy został wybrany w skład Tweede Kamer. Reelekcję do niższej izby Stanów Generalnych uzyskiwał w wyborach w 2010, 2012 i 2017. Od października 2010 do listopada 2012 był sekretarzem stanu ds. edukacji, kultury i nauki w pierwszym rządzie Marka Rutte. Następnie objął funkcję przewodniczącego frakcji parlamentarnej VVD.
26 października 2017 został ministrem spraw zagranicznych w trzecim rządzie dotychczasowego premiera. Ustąpił z tej funkcji w lutym 2018, gdy przyznał, że publicznie kłamał na temat swojego rzekomego spotkania z Władimirem Putinem w 2006.